# Злејово
Злејово (мкд. Злеово) је насеље у Северној Македонији, у југоисточном делу државе. Злејово је насеље у оквиру општине Радовиште.

## Географија
Злејово је смештено у југоисточном делу Северне Македоније. Од најближег града, Радовишта, насеље је удаљено 19 km јужно.
Насеље Злејово се налази у историјској области Струмица. Насеље је у јужном делу Радовишког поља, које чини Стара река. Северно од села уздиже се планина Плачковица. Надморска висина насеља је приближно 310 метара. 
Месна клима је блажи облик континенталне због близине Егејског мора (жарка лета).

## Становништво
Злејово је према последњем попису из 2002. године имало 928 становника.
Већинско становништво у насељу су етнички Македонци. До почетка 20. века главно становништво били су Турци, који су се спонтано иселили у матицу.
Претежна вероисповест месног становништва је православље.